# Benelli M4
La M4 Super 90, también conocida como la M1014, es una escopeta fabricada por la empresa italiana Benelli.

## Características
La M4 es una escopeta semiautomática con capacidad para 7 cartuchos del calibre 12, con una cadencia de aproximadamente 125 disparos/minuto. Dispone de un riel Picatinny, preparado para la colocación de accesorios como miras telescópicas o miras holográficas "red dot".
Además, también dispone de culata telescópica con varias posiciones, permitiendo que el arma se adapte perfectamente al usuario.
Esta arma fue desarrollada en Italia por Benelli, y es importada a EE. UU. por Beretta.
La M3 ha sufrido innumerables modificaciones. Una de las más conocidas es la denominada “Tactical”. Se trata de un modelo que incorpora una culata metálica plegable y un pistolete. En los últimos años ha aparecido una nueva modificación de esta escopeta. La M4, conocida como M1014 en su versión militar, representa una de las escopetas de combate más modernas y efectivas del momento.[cita requerida]

## Empleo

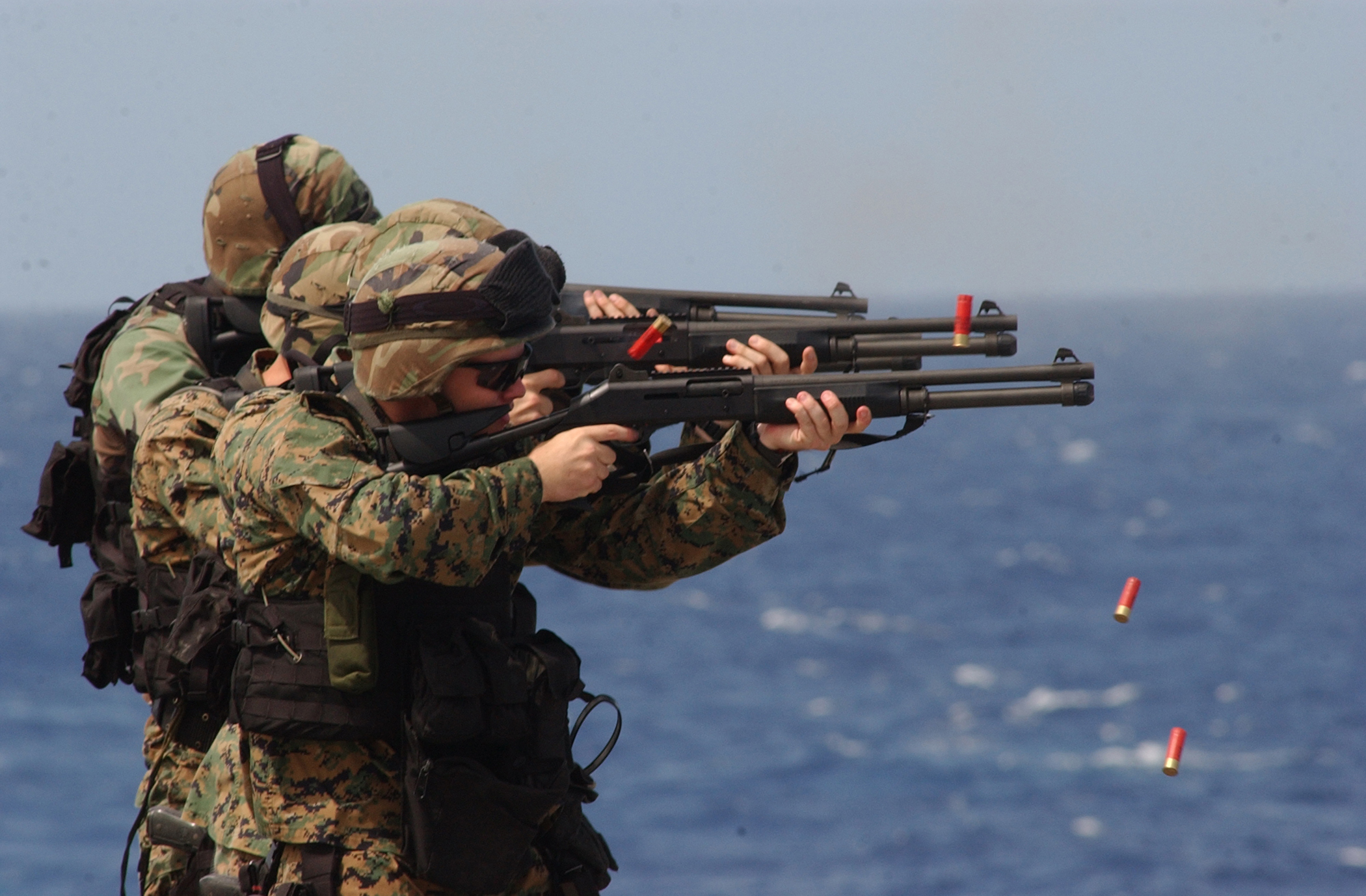
Marines del Séptimo Pelotón asignados al Equipo de Apoyo Antiterrorista de la 2 ª Flota (FAST), disparando escopetas durante el entrenamiento de familiarización con las armas a bordo del USS Blue Ridge (LCC 19).

La Benelli M4 cuenta con una gran popularidad entre los cuerpos policiales y las fuerzas antidisturbios. En algunos países como Estados Unidos, la M4 destinada a las fuerzas del orden presenta un depósito tubular con capacidad para 8 cartuchos. Sin embargo, para su uso civil, la ley limita su capacidad a 5 para el tiro deportivo y a 2 cartuchos en el depósito más un tercero en la recámara para la caza. Esta escopeta de combate se caracteriza por contar con un doble sistema de funcionamiento. Accionando un pequeño dispositivo que se encuentra ubicado junto al guardamano, el usuario puede elegir entre un funcionamiento semiautomático o un sistema de acción manual (acción de bombeo). El funcionamiento de corredera suele emplearse para disparar cartuchos poco potentes, que no permiten una recarga automática del arma, mientras que el accionamiento semiautomático queda reservado para disparos con cartuchos más potentes.